# Divisione No. 18 (Manitoba)
La Divisione No. 18, o North Interlake (parte della Interlake Region) è una divisione censuaria del Manitoba, Canada di 23.861 abitanti.

## Comunità
- Arborg
- Ashern
- Gimli
- Gypsumville
- Lundar
- Riverton
- Winnipeg Beach